# Louise Bentkowski
Louise Bentkowski, née en 1988 aux Lilas, est une metteuse en scène, scénographe, performeuse et autrice française. 
Son premier roman, Constellucination, obtient en 2024 le prix Les Inrockuptibles catégorie premier roman.

## Biographie
Louise Bentkowski naît en 1988 aux Lilas, dans le département de Seine-Saint-Denis. Elle grandit près de Guérande, en Loire-Atlantique.
Elle obtient une licence en études théâtrales à la Sorbonne nouvelle, puis d’un DNSEP des arts décoratifs de Strasbourg en 2017, et d’un master en mise en scène à la Manufacture à Lausanne en 2020,. En 2021, elle suit ensuite un master de création littéraire de Paris 8,.
À partir de 2020, elle co-fonde et dirige avec Sahar Suliman une compagnie théâtrale à Genève, le performance group Marguerite Complexe. En 2022, elle devient artiste-chercheuse associée à la Manufacture en 2022 avec le projet Danser avec le Climat.
Elle collabore avec des artistes comme Gisèle Vienne et Angélica Liddell.
En 2024, elle publie Constellucination, son premier roman, qui obtient le prix Les Inrockuptibles catégorie premier roman,. Ce roman interroge les notions de parenté, de transmission et de généalogie, avec une écriture remarquée,,,. Ivet Blanc-Benoît, dans Libération, décrit ainsi l'œuvre : « Par «analogies naïves», au fil des dix-huit chants de ce qui relève à la fois du récit, de l’essai, et du long poème en prose, avec une grâce sensible et une douce fantaisie, elle réussit à «coudre les petits bouts du monde glanés dans ce grand patchwork» d’histoires reliées à d’autres histoires. Celles de sa famille, mais aussi celles des mythes grecs, des contes inuits et des légendes aztèques. ».
Elle vit entre Paris et Genève.

## Mise en scène

### Saison 2015/2016
- Nature morte dans un fossé, de Fausto Paravidino, au Molodoï au Théâtre universitaire de Strasbourg

## Publication
- 2024 : Louise Bentkowski, Constellucination, Verdier, 22 août 2024, 128 p. (ISBN 978-2-37856-215-1)